# Rebel Without a Cause
Rebel Without a Cause is een Amerikaanse romantische dramafilm uit 1955 onder regie van Nicholas Ray. Hoofdrolspelers Natalie Wood en Sal Mineo evenals Ray zelf (voor zijn scenario) werden hiervoor alle drie genomineerd voor een Academy Award. Daarnaast werden hoofdrolspeler James Dean en de film zelf allebei genomineerd voor een BAFTA Award. Dean maakte de waardering voor de film zelf niet meer mee. Hij verongelukte een maand voor de Amerikaanse première. De film groeide mede daardoor uit tot een cultfilm.
Rebel Without a Cause werd in 1990 opgenomen in het National Film Registry.

## Verhaal
Tiener Jim Stark probeert moeizaam om alle obstakels van het volwassen worden te overwinnen. Dit doet hij in gezelschap van zijn populaire buurmeisje Judy en de enigszins verknipte Plato Crawford. Hij schopt tegen de regels van zijn ouders, vecht met leeftijdsgenoten en wordt door een bende uitgedaagd tot een levensgevaarlijk spel. Hij gaat erop in om niet voor lafaard aangezien te worden.

## Rolverdeling
| Acteur          | Personage      |
| --------------- | -------------- |
| James Dean      | Jim Stark      |
| Natalie Wood    | Judy           |
| Sal Mineo       | Plato Crawford |
| Jim Backus      | Frank Stark    |
| Ann Doran       | Mevrouw Stark  |
| Corey Allen     | Buzz Gunderson |
| William Hopper  | Judy's vader   |
| Rochelle Hudson | Judy's moeder  |
| Edward Platt    | Ray Fremick    |
| Nick Adams      | Chick          |
| Dennis Hopper   | Goon           |
| Jack Grinnage   | Moose          |
| Beverly Long    | Helen          |
| Steffi Sidney   | Mil            |
| Jack Simmons    | Cookie         |
| John Righetti   | The Big Rig    |

## Productie
In 1946 kocht Warner Bros. de rechten van het boek Rebel Without a Cause van de Amerikaanse psychiater Robert Lindner. Dit was een casestudy van een jonge delinquent in de gevangenis van Lewisburg. Het jaar daarop werd een eerste poging gedaan om het boek te verfilmen. Marlon Brando was de beoogde hoofdrolspeler maar het project ging niet door. Nicolas Ray wilde een film maken over rebellerende tieners, een populair thema in de jaren 1950, en samen met Stewart Stern verwerkte hij het boek tot een script.
Ray verkoos James Dean boven andere kandidaten voor de hoofdrol zoals Robert Wagner, Tab Hunter of John Kerr. In eerste instantie was Dean al geboekt voor het draaien van Giant, maar door de zwangerschap van Elizabeth Taylor werd de productie van Giant uitgesteld en was Dean in de gelegenheid de rol in Rebel Without a Cause te aanvaarden. Natalie Wood had een liefdesaffaire met regisseur Ray.
Frank Mazzola had een kleine rol in de film. Als lid van de bende The Athenians had hij ook een consulterende rol om de gevechten, de kledij en de auto's zo authentiek mogelijk te laten lijken. Nicholas Ray bood James Dean de gelegenheid te improviseren zoals in de openingsscène  met het speelgoedaapje. Dean liep enkele verwondingen op tijdens het draaien van de film; zo brak hij zijn hand.